# Jiří Mašík
Jiří Mašík (* 17. dubna 1973, Litomyšl) je několikanásobný reprezentant a mistr světa v hokejbale, trenér reprezentace U20 a hlavní trenér A týmu reprezentace.

## Biografie

### Sportovní kariéra
V šesti letech se s rodiči přestěhoval do Chrudimi, kde se ihned přihlásil do hokejového oddílu. V mládežnických kategoriích prošel i extraligovými Pardubicemi, ale převážnou část kariéry strávil v Chrudimi. Nejvýše hrál II. NHL.
Po vojně s kamarády založili v Chrudimi hokejbalový oddíl. Tři roky hrál souběžně extraligu hokejbalu za Kometu Polička a zároveň za Jokerit Chrudim. Během těch tří let pomohl Jokeritu postoupit z nejnižší soutěže až do extraligy. Mezi lety 1998 až 2001 reprezentoval Českou republiku na třech mistrovstvích světa a jednom mistrovství Evropy. V roce 1998 získal titul mistra světa a v roce 2000 titul mistra Evropy. Ve hře vynikal přehledem, výbornou nahrávkou a úspěšným zakončením, kdy patříval k lídrům kanadského bodování. Za své úspěchy byl vyhlášen nejúspěšnějším sportovcem města Chrudim za rok 1999.
Vinou zdravotních problémů se ve svých 32 letech vydal na trenérskou dráhu. Tři roky trénoval v extralize Letohrad, se kterým vybojoval dvakrát třetí místo a jednou vyhrál Světový pohár. Poté dva roky trénoval Hradec Králové, který dovedl ke stříbrné medaili a k vítězství v Českém i Evropském poháru. Od roku 2011 působí v klubu HBC Autosklo H.A.K. Pardubice. S tímto týmem získal v roce 2016 titul mistra České republiky. Mimo tento úspěch získali jedenkrát stříbro a dvakrát bronz. Navíc vyhráli dvakrát Český pohár a jedenkrát Superpohár, když porazili Slovenského mistra z Martina 7:1. V klubu působí i jako šéf hokejbalového centra mládeže.
V roce 2006 byl jmenován hlavním trenérem reprezentace U20, kde vydržel dlouhých osm let a získal třikrát stříbrnou medaili na mistrovství světa juniorů. Na mistrovství světa v Plzni v roce 2009 jako asistent hlavního trenéra reprezentace mužů, získal titul mistra světa.
Ve 44 letech vyhrál výběrové řízení a byl jmenován hlavním trenérem reprezentace mužů.

### Osobní a pracovní život
Má dvě dcery, který celý život vede ke sportu. Anita i Sarah prošli gymnastikou, tenisem, atletikou a volejbalem. Od řidiče nákladních automobilů se vypracoval na vedoucího cestmistrovství Správy a údržby silnic Pardubického kraje.

## Úspěchy a umístění
| ROK  | UMÍSTĚNÍ                                  | TÝM            |
| ---- | ----------------------------------------- | -------------- |
| 1995 | 3. místo extraliga ČR                     | Kometa Polička |
| 1998 | 1. místo MS Litoměřice                    | reprezentace   |
| 1999 | 3. místo MS Zvolen                        | reprezentace   |
| 1999 | nejlepší sportovec města Chrudim          | -              |
| 2000 | 1. místo ME Most                          | reprezentace   |
| 2001 | 2. místo MS Toronto                       | reprezentace   |
| 2006 | 3. místo extraliga ČR                     | Letohrad       |
| 2007 | Mistr České republiky v penalty hokejbalu | reprezentace   |
| 2012 | 2. místo MS veteránů Plzeň                | reprezentace   |
| 2017 | mistr světa veteránů Lovosice             | -              |

| ROK  | UMÍSTĚNÍ                | TÝM              |
| ---- | ----------------------- | ---------------- |
| 2005 | 1. místo Evropský pohár | Letohrad         |
| 2006 | 3. místo extraliga      | Letohrad         |
| 2008 | 3. místo extraliga      | Letohrad         |
| 2009 | 2. místo extraliga      | Hradec Králové   |
| 2009 | 1. místo Český pohár    | Hradec Králové   |
| 2009 | 1. místo MS Plzeň       | reprezentace     |
| 2010 | 2. místo MS Villach     | reprezentace U20 |
| 2011 | 1. místo Evropský pohár | Hradec Králové   |
| 2012 | 2. místo MS Písek       | reprezentace U20 |
| 2014 | 1. místo Český pohár    | Pardubice        |
| 2014 | 2. místo extraliga      | Pardubice        |
| 2014 | 2. místo MS Bratislava  | reprezentace U20 |
| 2015 | 3. místo v extralize    | Pardubice        |
| 2016 | mistr ČR v extralize    | Pardubice        |
| 2017 | 3. místo v extralize    | Pardubice        |